# جشن (فیلم ۱۹۸۴)
«جشن» (انگلیسی: Party) یک فیلم است که در سال ۱۹۸۴ منتشر شد.